# Hrnčiarska Ves
Hrnčiarska Ves (in ungherese Cserepes) è un comune della Slovacchia facente parte del distretto di Poltár, nella regione di Banská Bystrica.
È suddivisa in tre centri abitati: Maštinec, Pondelok e Veľká Suchá. Pondelok diede i natali a Michal Miloslav Bakulíny (1819-1892), insegnante e patriota.